# Канарська Галина Павлівна
Гали́на Па́влівна Кана́рська (7 травня 1956 — 19 квітня 2021) — українська театрознавиця, перекладачка, драматург.
Одна із засновників Львівського духовного театру «Воскресіння» (1990), завідувач літературною частиною цього театру (1990—2003), член оргкомітету Міжнародного театрального фестивалю «Золотий Лев», редакторка часопису Львівського відділення НСТД України «Театральна бесіда» (2003—2013), член журі багатьох театральних фестивалів (зокрема, «Золотий Лев» (Львів), «Бєла Вежа» (Берестейко), «Золоті оплески Буковини» (Чернівці), «Монологи над Ужем» (Ужгород).
Авторка книги про Національний академічний український драматичний театр імені Марії Заньковецької «Заньківчанам 90 років». Написала п'єси «В пошуках святого отця Миколая», «Тисяча снопів вітру», інсценізації «Мері Поппінс» П. Л. Треверс, сценаріїв до вистав вуличного театру.
Як перекладачка переклала такі п'єси: «Завтра була війна» А. Васильєва, «Джерело святих» Дж. М. Сінга, «Каїн» Дж. Г. Байрона, «Ніч трібат» П. У. Ульфсак, «Скляний звіринець» Теннессі Вільямса, «Чорт забирай» С. Бекет, «Квартет» Р. Гарвуда, «Слуги і сніг» А. Мердок та інші.
Авторка численних публікацій з театральної теорії та практики в театральних журналах «Український театр», «Кіно-Театр», «Театральна бесіда» та інших, а також в обласній та всеукраїнській пресі.
Чоловік — художник Володимир Канарський. Донька — журналістка та театральна фотографка Анастасія Канарська.
Похована на 10 полі Янівського  цвинтаря.